# Heinz Vollmar
Heinz Vollmar (26 d'abril de 1936 - 12 d'octubre de 1987) va ser un jugador de futbol del Sarre i alemany.
Vollmar pertany al grup dels jugadors internacionals alemanys (exemples dels anys de guerra inclouen Ernest Wilimowski, Franz Binder, Max Merkel, els últims exemples inclouen Ulf Kirsten, Andreas Thom, Matthias Sammer, etc.) que també han representat altres nacions en la seva carrera internacional. Era un extrem driblador que jugava sobretot a la posició exterior esquerra.
Vollmar era ciutadà del Sarre, que va passar sota el protectorat francès després de la Segona Guerra Mundial, i va portar els colors del Sarre quatre vegades, marcant quatre gols en aquests partits. La seva última aparició amb el Sarre va tenir lloc sota l'aleshores entrenador del Sarre, Helmut Schön, menys d'un mes abans del seu primer partit amb Alemanya Occidental amb l'entrenador Sepp Herberger: el 6 de juny de 1956, el Sarre va perdre 2–3 davant els Països Baixos a Amsterdam amb Vollmar marcant un gol aquella nit.
Amb la població del Sarre unida a Alemanya Occidental, a través d'un referèndum ja el 1955, el primer dels dotze partits de Vollmar va ser el 30 de juny de 1956, a Estocolm contra Suècia. Va marcar el primer dels tres gols contra Bèlgica sis mesos després. Malgrat que havia passat un any des del seu darrer partit amb Alemanya Occidental, Heinz Vollmar va formar part de la selecció d'Alemanya Occidental a la Copa del Món de la FIFA de 1962.